# Angelina Jolie
Angelina Jolie (születési nevén Angelina Jolie Voight) (Los Angeles, 1975. június 4.) Oscar- és háromszoros Golden Globe-díjas amerikai színésznő, fotómodell, író, producer, filmrendező, és az ENSZ Menekültügyi Főbiztosságának (UNHCR) különmegbízottja, korábbi jószolgálati nagykövete.
Bár gyerekként játszott már mozifilmben apja, Jon Voight oldalán, igazi színészi pályafutása az 1993-as Cyborg 2. – Üvegárnyék című filmmel indult el. 1995-ben kapta első főszerepét, az Adatrablók című alkotásban. Olyan elismert filmekben is játszott, mint a George Wallace (1997), Kifutó a semmibe (1998), 1999-ben pedig Oscar-díjat kapott az Észvesztő című filmben nyújtott alakításáért. Igazán ismertté a Lara Croft videójáték filmes változatával váltː Lara Croft: Tomb Raider (2001). Azóta az egyik legjobban fizetett és legismertebb színésznők egyike. Bevétel szempontjából két legsikeresebb filmje a Kung Fu Panda (2008, szinkronhang), ill. a Mr. és Mrs. Smith (2005) voltak.
Angelina Jolie többször elvált. 2005-től Brad Pitt színésszel élt együtt, akivel 2014 augusztusában kötött házasságot; hat gyermeket neveltek (3 örökbe fogadva, a 3 sajátból 2 iker). 2016 szeptemberében Jolie beadta a válókeresetet.

## Életrajza

### Gyermekkora és családja

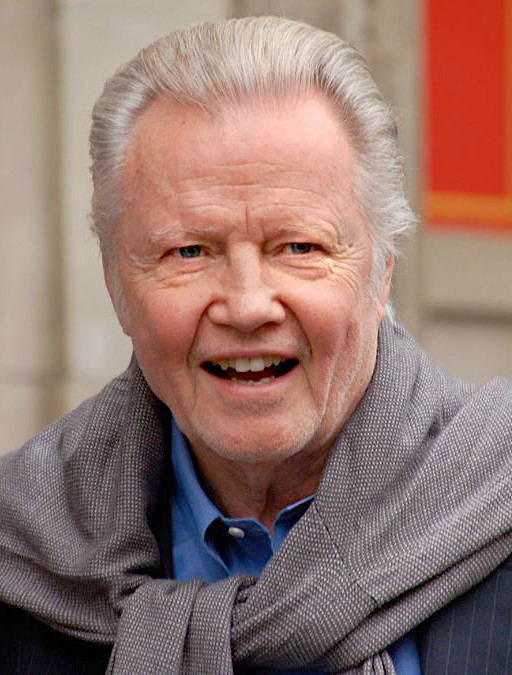
Édesapja Jon Voight, 2013-ban

Los Angelesben született 1975. június 4-én Angelina Jolie Voight néven, Jon Voight és Marcheline Bertrand gyermekeként. Rokonai között számos híresség van, mint például Chip Taylor nagybátyja, James Haven a testvére, Jacqueline Bisset és Maximilian Schell keresztszülei. Édesapja révén szlovák és német felmenői vannak, édesanyja révén pedig kanadai francia ősökkel is rendelkezik. Apai dédapja Juráj Vojtka (Vojtka György) Kassáról származott.
Egy tudományos származástani társaság, a New England Historic Genealogical Society a 2008-as amerikai elnökválasztáskor a jelöltek híres rokonai után kutatott, és kiderült, hogy Hillary Clinton, a későbbi külügyminiszter rokonságban áll Jolie-val.
1976-ban édesanyja Marcheline Bertrand és apja, John Voight elváltakː Angelinát és bátyját az édesanyjuk nevelte tovább, aki lemondott színészi karrierjéről és a New York állambéli Palisadedbe költözött gyermekeivel. Gyermekként Angelina rendszeresen anyjával nézett filmeket, elmondása szerint ez inspirálta színésznői karrierjét, nem pedig édesapja színész volta. Tizenegy éves volt, mikor családjával visszaköltöztek Los Angelesbe, ahol Angelina elkezdett a Lee Strasberg Theatre Institute színházban színjátszást tanulni.
Tizennégy évesen otthagyta a színitanodát és arról álmodozott, hogy temetkezési vállalkozó lesz. Ebben az időszakban fekete ruhában járt, lilára festette a haját és gyakran járt „mosholni” a barátjával. Két évvel később, néhány utcányira anyja házától, egy garázs fölött bérelt lakást. Visszatért színi tanulmányaihoz és befejezte a középiskolát, bár úgy nyilatkozott erről az időszakról, hogy „lélekben mindig is egy tetkós kölyök maradok”.
Angelina visszaemlékezése szerint gimnáziumi éveiben elszigeteltnek érezte magát, édesanyja szerény jövedelemből tartotta el a családot, Jolie pedig gyakran hordott használt ruhát. Diáktársai csúfolták jellegzetes arcvonásai, szemüvege, soványsága és fogszabályzója miatt. Első kísérlete a modellkedésre kudarcba fulladt. Elkezdte rituálisan vagdosni magát késsel és éles tárgyakkal.
Angelina Jolie és édesapja viszonya régen megromlott, bár mindketten tettek kísérletet a békülésre, Voight például szerepelt Jolie 2001-es filmjében, a Lara Croft: Tomb Raider-ben. 2002 júliusában Angelina kérelmet nyújtott be a névváltoztatáshoz, 2002. szeptember 12-én jelentették be hivatalosan, hogy elhagyta apja vezetéknevét, és hivatalosan Angelina Jolie-ra változtatja nevét.

## Karrier

### Kezdetek, 1993–1997
Jolie 14 évesen kezdett modellkedni, Los Angelesben, New York-ban és Londonban is dolgozott. Számos videóklipben szerepet kapott, például Meat Loaf Rock and Roll Dreams Come Through című dalában, vagy Lenny Kravitz Stand by My Woman klipjében és a The Lemonheads It's About Time című videójában is. 16 évesen visszatért a színházi szerepekhez. Elkezdett tanulni apjátólː felfedezte, miképp figyeli meg az embereket ahhoz, hogy szerepeibe hozzájuk hasonlóvá lehessen.
Jolie szerepelt bátyja diákfilmjeiben, amiket a főiskolai évei alatt forgatott, de igazi színészi pályafutása 1993-ban kezdődött, amikor szerepet kapott a Cyborg 2. – Üvegárnyék című, alacsony költségvetésű sci-fiben, amiben egy humanoid robotot alakított.
A Bizonyíték nélkül című film után egy igazi hollywoodi játékfilmben kapott szerepet, az 1995-ben bemutatott Adathalászokban, melynek forgatásán megismerkedett későbbi férjével, Jonny Lee Millerrel. A film ugyan nem lett kasszasiker a mozikban, videókiadását követően viszont hatalmas rajongótáborra tett szert.
Egy évvel később a Rómeó és Júlia egy modern kori adaptációjában, a Szerelem és semmi más című filmvígjátékban szerepelt, melyben két rivális olasz étterem-tulajdonos család gyermekei közt szövődik szerelem. Ezután A sivatagi hold titka című romantikus filmben játszott, majd egy nagy vihart kavart regényadaptációban, a Kis tüzekben alakította Margretet, az öt lány egyikét, akik bosszút állnak az őket szexuálisan zaklató tanárukon. A Los Angeles Times kritikusa szerint Jolienak sikerült felülemelkednie a sztereotip karakteren.
1997-ben David Duchovny mellett láthatta a közönség az Istent játszva című thrillerben, melynek története a Los Angeles-i alvilágban játszódik. A kritikusok nem fogadták jól a filmet, Roger Ebert megjegyezteː Jolie mintha különös élvezettel választaná ki a kemény és agresszív szerepeket, és túlontúl édesnek tűnik ahhoz, hogy egy gengszter barátnője legyen, miközben nagyon is lehet, hogy az. Még ugyanebben az évben az Amazonok a Vadnyugaton című tévéfilmben is szerepelt, melynek története Janice Woods Windle regényén alapszik. 1997-ben még a Rolling Stones Anybody Seen My Baby? című videóklipjében is feltűnt.

### Áttörés, 1997–2000
Angelina Jolie karrierje akkor kezdett el igazán kibontakozni, amikor eljátszotta Cornelia Wallace szerepét a George Wallace című életrajzi filmben 1997-ben, Gary Sinise oldalán. Az alakításáért Golden Globe-díjat kapott, és Emmy-díjra is jelölték. 1998-ban Jolie szerepet kapott az HBO Kifutó a semmibe című produkciójában, melyben Gia Carangi szupermodellt alakította. A film Gia kábítószer-függőség miatt félresiklott életét és AIDS miatt bekövetkező halálát mutatta be. A reel.com kritikusa szerint Jolie elegendő erővel, bájjal és kétségbeeséssel alakítja szerepét, létrehozva talán a legszebb tragédiát, amit valaha filmre vittek. Alakításáért újra Golden Globe-díjat kapott, a legjobb női dráma főszereplőnek járó kategóriában, és Emmy-díjra jelölték, a legjobb női főszereplő (minisorozat, antológiasorozat vagy tévéfilm) kategóriában. Elnyerte továbbá a Screen Actors Guild Award-ot is. Jolie ebben az időben Lee Strasberg Method acting módszerének híve volt, melynek lényege, hogy a színész a felvételek között „nem bújik ki” a szerepéből. Emiatt az a hír járta, hogy Jolie nehezen kezelhető színésznőː Kifutó a semmibe forgatása közben azt mondta akkori férjének, Jonny Lee Millernek, hogy nem fogja felhívni, mert egyedül van, haldoklik és leszbikus.
A Kifutó a semmibe című filmet követően Jolie New York-ba költözött és egy időre felhagyott a színészettel. Beiratkozott a New York-i Egyetemre, filmkészítést és kreatív írást tanulni. Az Inside the Actors Studio című műsorban nyilatkoztaː azért, hogy „összeszedje magát”. Jolie Gloria McNeary szerepében tért vissza a filmvászonra az 1998-as A pokol konyhája című gengszterfilmben, majd Sean Connery-vel, Gillian Andersonnal és Ryan Phillippe-pel szerepelt a Szeress, ha tudsz! című alkotásban. A film meglehetősen pozitív visszhangot váltott ki. A San Francisco Chronicle szerint Jolie „szenzációs a kétségbeesett klubjáró szerepében”. A színésznő alakításáért elnyerte a National Board of Review legjobb új színésznőnek járó díját.
1999-ben Mike Newell Vakrepülés című filmjében játszott John Cusack, Billy Bob Thornton és Cate Blanchett oldalán, ahol Thornton csábító feleségét alakította. A film vegyes kritikákat kapott, a Jolie által alakított szereplőt különösen sok kritika érte. A Washington Post szerint „Mary (Angelina Jolie), egy író képzeletének groteszk szüleménye a szabad lelkű nőről, aki bőg a hibiszkuszai pusztulásán, számtalan türkizkék gyűrűt visel és teljesen elhagyatott lesz, ha Russell (Billy Bob Thornton) nem tölt otthon egy éjszakát.” Ezt követően a Jeffrey Dearver bűnügyi regénye alapján készült A csontember című filmben kapott szerepet Denzel Washington oldalán. Amelia Donaghy rendőrnőt alakította, aki Washingtonnak segít megtalálni egy sorozatgyilkost, miközben kísérti apja öngyilkosságának emléke. A film 151 millió dolláros bevételt eredményezett, ám a kritikusoknak nem tetszett. A Detroit Free Press szerint „Szomorú, de Jolie, bár mindig kellemes a szemnek, egyszerűen nem való erre a szerepre”
Jolie ezt követően egy mellékszerepet vállalt az 1999-es Észvesztő című filmben, mely Susanna Kaysen történetét meséli el, és amelyet Kaysen emlékiratai alapján készítettek. Winona Ryder volt a főszereplő, nagy visszatérésnek szánta a filmet, ehelyett azonban Jolie hollywoodi karrierjét véglegesítette. Elnyerte harmadik Golden Globe-díját, második Screen Actors Guild-díját és első Oscar-díját. 2000-ben Jolie élete első nyári kasszasikerfilmjét, a Tolvajtempót forgatta, melyben Nicolas Cage korábbi barátnőjét alakította. A szerepe kicsi volt, és a Washington Post például megjegyezte, hogy Jolie mást sem csinál a filmben, mint az ajkait mutogatja. A film addigi pályafutása legnagyobb bevételű filmje lett, 237 millió dollárral.

### Nemzetközi sikerek, 2001-2007

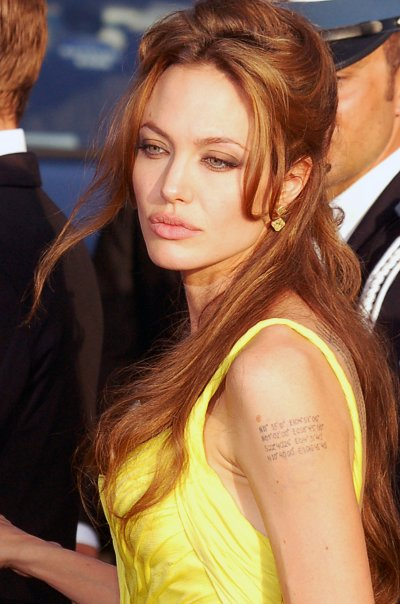
Angelina Jolie 2007-ben a Cannes-i Filmfesztiválon

Bár Angelina Jolie számos filmes elismerést szerzett, mégsem volt széles körben ismert színésznő egészen addig, amíg be nem mutatták a Lara Croft: Tomb Raider című filmet (2001), amelyben a címszerepet alakította. A népszerű Tomb Raider-videójáték alapján készült mozifilm kedvéért Jolie-nak meg kellett tanulnia brit akcentussal beszélni és harcművészeti fogásokat is el kellett sajátítania. Fizikai állóképességét ugyan dicsérték a kritikusok, ám a film maga nem kapott jó kritikát. Ennek ellenére a Lara Croft kasszasiker volt 275 millió dolláros bevételével.
Ezt követően Antonio Banderas volt partnere az Eredendő bűnben, ahol Jolie egy postán rendelt menyasszonyt alakított. A kritikusok negatívan értékelték, a The New York Times szerint „a történet meredekebben zuhan, mint Jolie kisasszony dekoltázsa.” 2002-ben az Élet vagy valami hasonló című filmben egy ambiciózus tévériportert alakított, akinek megjövendölik, hogy egy héten belül meghal. A filmet ugyan rosszul fogadták a kritikusok, ám a CNN munkatársa, Paul Clinton szerint Jolie kiválóan alakítja az önismereti útra induló nőt.
2003-ban Jolie ismét Lara Croft bőrébe bújt a Lara Croft: Tomb Raider 2. – Az élet bölcsője című filmben, ami ugyan nem hozott akkora sikert, mint az első rész, de így is 156 millió dollárt jövedelmezett. Még ugyanebben az évben főszerepet játszott a Határok nélkül című filmben, ami Afrikában dolgozó önkéntesekről szól. Bár a film Jolie való életbeli jótékonysági munkájához kapcsolódik, mégsem lett sikeres sem szakmai körökben, sem anyagi szempontból. A Los Angeles Times szerint „ahogy azt az Oscar-díjas, Észvesztők-beli alakításából is kiderül, Jolie képes elektromosságot és hitelt vinni olyan szerepekbe, amelyek realitását ő maga is megérti. A Lara Croft-filmek tanúsága szerint arra is képes, hogy elismert képregényfigurákat személyesítsen meg. De ez a hibrid szereplő, ez a rosszul megrajzolt sablonfigura a legyekkel piszkított, véres világban, teljesen legyőzi őt.”
2004-ben Jolie Ethan Hawke-kal játszott együtt az Életeken át című thrillerben, ahol egy sorozatgyilkosra vadászó FBI-ügynököt alakított. A The Hollywood Reporter szerint az alakításon érződikː olyan szerep ez, amelyet egyszer már eljátszott, ennek ellenére vitathatatlanul izgalmat és csillogást visz a képernyőre. Továbbá 2004-ben szinkronizált is, hangját kölcsönözte a DreamWorks Cápamese című animációs filmben Lolának, a vitorláshalnak, majd a Sky kapitány és a holnap világa című kalandfilmben játszott kisebb szerepet. Ugyanebben az évben a Nagy Sándor, a hódító című hollywoodi szuperprodukcióban a legendás király anyját, Olümpiaszt alakította. Az Egyesült Államokban a film megbukott, ami a rendező, Oliver Stone szerint annak volt letudható, hogy a közönség nem tudta elfogadni Nagy Sándor biszexualitásának bemutatását. Nemzetközileg azonban sikeres lett a film, mintegy 139 millió dollárt jövedelmezett Amerikán kívül. Jolie 2005-ben találkozott Brad Pitt színésszel, akivel közösen alakítottak egy házaspárt a Mr. és Mrs. Smith című filmben. A forgatások alatt a két színész romantikus kapcsolatba került, ami miatt később Pitt elvált akkori feleségétől, Jennifer Anistontól.

### 2008-napjainkig

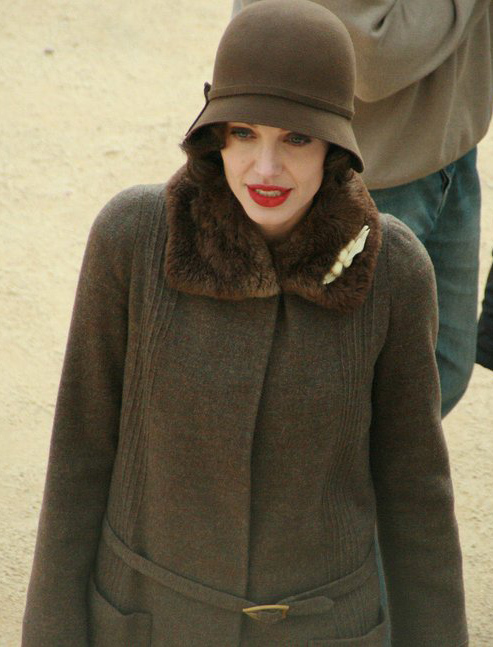
Jolie 2008-ban az Elcserélt életek című film forgatásán Christine Collinsként

2008-ban forgatták a Wanted című akciófilmet, amelyekben olyan színészek voltak Jolie partnerei, mint James McAvoy és Morgan Freeman. Ugyanebben az évben mutatták be a Clint Eastwood rendezte Elcserélt életek (Changeling) című filmdrámát. A valós eseményeken alapuló drámában Jolie játssza a főszereplőt, Christine Collins-t, akinek fia 1929-ben tűnt el. A színésznőt az alakításért Oscar-díjra jelölték. A szerepre sokáig Hilary Swank és Reese Witherspoon Oscar-díjas amerikai színésznők is esélyesek voltak.

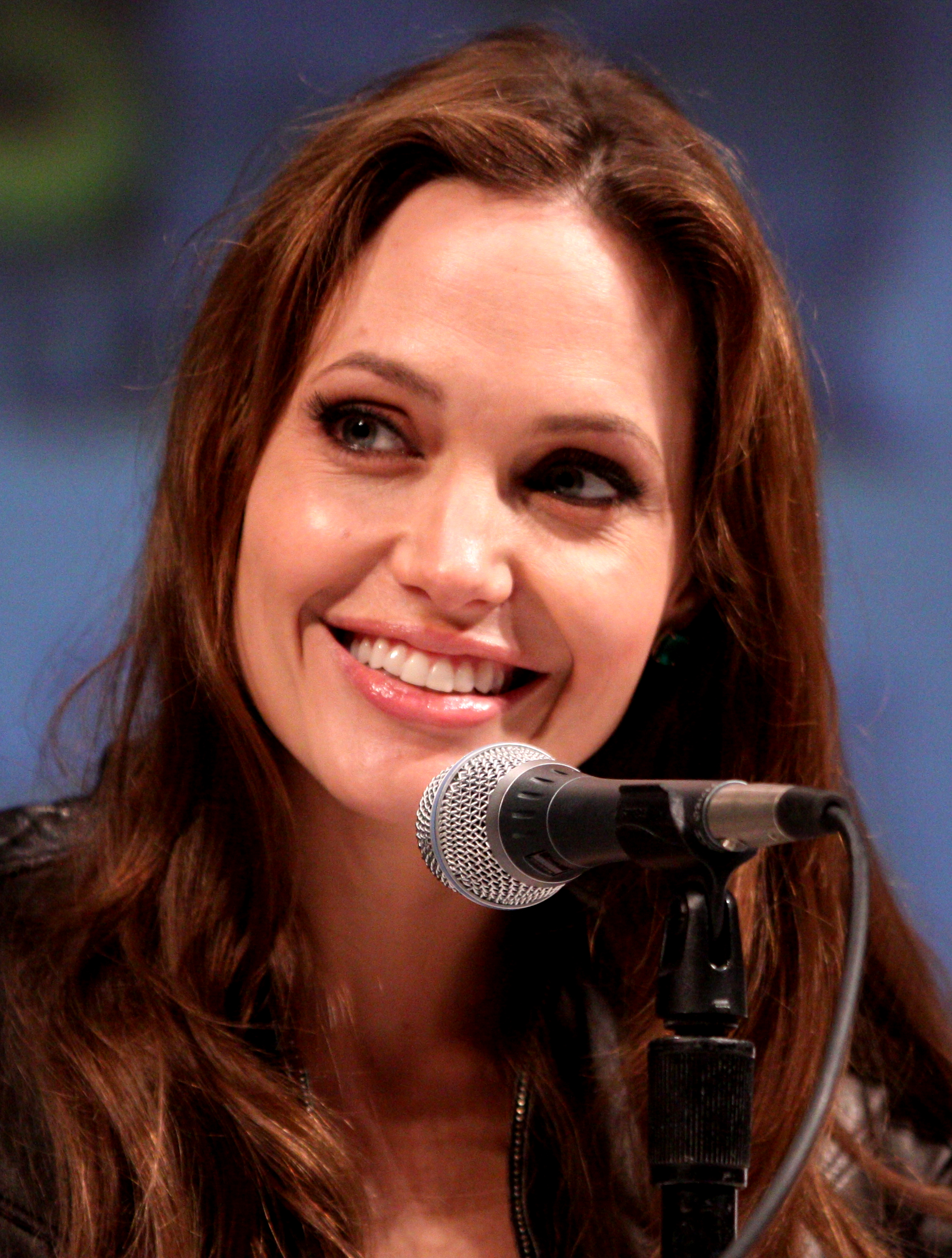
Angelina Jolie 2010-ben a San Diego-i Nemzetközi Képregény Találkozón

2010-ben mutatták be a Salt ügynök (Salt) című filmet főszereplésével, melyet az ausztrál Phillip Noyce rendezett – a film jelentős sikereket könyvelhetett el a mozikasszáknál. A filmnek volt bemutatója Jolie jelenlétével Japánban, Nagy-Britanniában, Németországban, Franciaországban és Mexikóban is. 2010 decemberében volt Az utazó (The Tourist) című film premierje, melynek főszerepeit Angelina Jolie és Johnny Depp alakítja. A filmet Párizsban és Velencében forgatták. Ebben nyújtott alakításáért a legjobb színésznőnek járó Golden Globe-díjra jelölték. 2010 őszén, szeptember és november között Jolie Budapesten és Esztergomban forgatta első rendezését a Vér és méz földjén című alkotást, melynek munkálatai miatt családjával együtt Magyarországra költözött.
A híres Forbes magazin szerint 2008. június és 2009. június között Jolie kereste a legtöbbet a színésznők közül. Ebben az időszakban bevétele nagyjából 27 millió dollárra tehető, ami leginkább a Wanted és a Salt ügynök című filmjeinek köszönhető. A Forbes magazin felmérése szerint Angelina Jolie a világ legbefolyásosabb híressége a 2009-es százas listáján, így hivatalosan is világsajtó koronázatlan királynőjévé vált.
Az FHM férfimagazin évente megrendezett nemzetközi szavazásán, amely a világ 100 legszexisebb nőjét keresi, Jolie 2003 és 2010 között szerepelt. A listán való legjobb eredményét 2005-ben érte el, ekkor a harmadik helyen végzett. 2006-ban az amerikai People magazin által készített a világ 100 legszebb emberét bemutató lista első helyét Angelina Jolie foglalta el. A színésznőt 2008-ban a Hello magazin olvasótábora a legvonzóbb sztárnak választotta, 2009-ben pedig a Vanity Fair magazin a világ legszebb hírességének kiáltotta ki. 2009-ben és 2010-ben a magyar Periodika Magazin olvasói a világ legszexisebb nőjének választották.  
2010-ben a Superdrug internetes oldal által meghirdetett szavazás végeredménye szerint Angelina Jolie lett az évtized szépségikonja. Jolie biszexualitását nyíltan vállalja.
2014 novemberében második rendezése, a Rendíthetetlen bemutatója alkalmából a Du Jour magazinnak adott címlapinterjújában így nyilatkozottː nem kíván a későbbiekben aktív színésznő maradni. "Nem igazán éreztem jól magamat színészként, igazán soha nem szerettem a kamera előtt lenni. Soha nem gondoltam volna, hogy tudok rendezni, de bízom benne, hogy képes vagyok rendezőként karriert építeni, mert ez sokkal boldogabbá tesz" – fogalmazott.

## Egészsége
2013. május 14-én a New York Timesban megjelentetett személyes hangvételű írásában vallotta be, hogy kettős melleltávolításnak vetette magát alá, hogy csökkentse a mellrák kialakulásának esélyét a szervezetében, miután orvosai úgy vélték, hogy 87 százalékos esélye volt erre. A 37 éves színésznő műtétsorozata február és április között tartott, a befejezés szilikonbeültetéssel történt. Jolie szándéka a cikk megjelentetésével az volt, hogy inspirálja nőtársaitː a megelőzés is hatékony lehet. "Minden nőt bátorítani szeretnék, akinek családjában előfordult a mellrák vagy a petefészekrák, hogy vegyen igénybe orvosi segítséget, hogy utána maga dönthessen a sorsáról" – írta Jolie. A cikkben bevallotta azt is, hogy nem szerette volna, ha gyermekei idő előtt elveszítik. A színésznő édesanyja, Marcheline Bertrand 56 éves korában mellrák következtében hunyt el. A hír nemzetközi érdeklődést váltott ki: a színésznő rajongói meglepődtek a megrázó hír hallatán, kollégái, pályatársai és számtalan híresség pedig támogatását és nagyrabecsülését fejezte ki a színésznő bátorságáért. Később Brad Pitt, a színésznő párja közleményt adott ki, amelyben igazán hősiesnek nevezte szerelmét, de Pitt szülei és Jolie bátyja, James is csodálattal adózott előtte.
- Jolie és Brad Pitt 2007-ben a Hatalmas szív bemutatóján a Cannes-i Filmfesztiválon
- Jolie 2008 májusában Clint Eastwood oldalán az Elcserélt életek című film bemutatóján a vörös szőnyegen
- Miyavi, Angelina Jolie, Jack O’Connell és Matthew Baer a Rendíthetetlen premierjén

## Filmográfia

### Film

#### Rendező, író és producer
| Év   | Magyar cím                | Eredeti cím                    | Feladatkör | Feladatkör | Feladatkör | Megjegyzések   |
| Év   | Magyar cím                | Eredeti cím                    | Rendező    | Író        | Producer   | Megjegyzések   |
| ---- | ------------------------- | ------------------------------ | ---------- | ---------- | ---------- | -------------- |
| 2005 |                           | Trudell                        | Nem        | Nem        | Vezető     | dokumentumfilm |
| 2007 |                           | A Place in Time                | Igen       | Nem        | Igen       | dokumentumfilm |
| 2011 | A vér és méz földje       | In the Land of Blood and Honey | Igen       | Igen       | Igen       |                |
| 2014 |                           | Difret                         | Nem        | Nem        | Vezető     |                |
| 2014 | Demóna                    | Maleficent                     | Nem        | Nem        | Vezető     |                |
| 2014 | Rendíthetetlen            | Unbroken                       | Igen       | Nem        | Igen       |                |
| 2015 | A tengernél               | By the Sea                     | Igen       | Igen       | Igen       |                |
| 2017 |                           | First They Killed My Father    | Igen       | Igen       | Igen       |                |
| 2017 | A kenyérkereső            | The Breadwinner                | Nem        | Nem        | Vezető     |                |
| 2019 |                           | Serendipity                    | Nem        | Nem        | Vezető     | dokumentumfilm |
| 2019 | Demóna: A sötétség úrnője | Maleficent: Mistress of Evil   | Nem        | Nem        | Igen       |                |
| 2020 | Ivan, az egyetlen         | The One and Only Ivan          | Nem        | Nem        | Igen       |                |

#### Színész
| Év   | Magyar cím                                    | Eredeti cím                                | Szerep                       | Magyar hang     |
| ---- | --------------------------------------------- | ------------------------------------------ | ---------------------------- | --------------- |
| 1982 | Ketten a pácban                               | Lookin' to Get Out                         | Tosh                         |                 |
| 1993 | Cyborg 2. – Üvegárnyék                        | Cyborg 2                                   | Casella "Cash" Reese         | Györgyi Anna    |
| 1993 | Cyborg 2. – Üvegárnyék                        | Cyborg 2                                   | Casella "Cash" Reese         | Orosz Helga     |
| 1993 |                                               | Angela & Viril (rövidfilm)                 | Angela                       |                 |
| 1993 |                                               | Alice & Viril (rövidfilm)                  | Alice                        |                 |
| 1995 | Bizonyíték nélkül                             | Without Evidence                           | Jodie Swearingen             |                 |
| 1995 | Adatrablók                                    | Hackers                                    | Kate "Acid Burn" Libby       | Szénási Kata    |
| 1996 | Szerelem és semmi más                         | Love Is All There Is                       | Gina Malacici                | Csondor Kata    |
| 1996 | A sivatagi hold titka                         | Mojave Moon                                | Eleanor "Elie" Rigby         | Kiss Virág      |
| 1996 | Kis tüzek                                     | Foxfire                                    | Legs Sadovsky                | Timkó Eszter    |
| 1997 | Istent játszva                                | Playing God                                | Claire                       | Götz Anna       |
| 1998 | A pokol konyhája                              | Hell's Kitchen                             | Gloria McNeary               | Mezei Kitty     |
| 1998 | Szeress, ha tudsz!                            | Playing by Heart                           | Joan                         | Kéri Kitty      |
| 1999 | Vakrepülés                                    | Pushing Tin                                | Mary Bell                    | Orosz Helga     |
| 1999 | A csontember                                  | The Bone Collector                         | Amelia Donaghy               | Kéri Kitty      |
| 1999 | Észvesztő                                     | Girl, Interrupted                          | Lisa Rowe                    | Für Anikó       |
| 2000 | Tolvajtempó                                   | Gone in Sixty Seconds                      | Sara "Sway" Wayland          | Tóth Ildikó     |
| 2001 | Lara Croft: Tomb Raider                       | Lara Croft: Tomb Raider                    | Lara Croft                   | Orosz Helga     |
| 2001 | Eredendő bűn                                  | Original Sin                               | Julia Russell / Bonny Castle | Orosz Helga     |
| 2002 | Élet, vagy valami hasonló                     | Life or Something Like It                  | Lanie Kerrigan               | Orosz Helga     |
| 2003 | Lara Croft: Tomb Raider 2. – Az élet bölcsője | Lara Croft Tomb Raider: The Cradle of Life | Lara Croft                   | Orosz Helga     |
| 2003 | Határok nélkül                                | Beyond Borders                             | Sarah Jordan                 | Orosz Helga     |
| 2004 | Életeken át                                   | Taking Lives                               | Illeana Scott                | Kéri Kitty      |
| 2004 | Cápamese                                      | Shark Tale                                 | Lola (hangja)                | Orosz Helga     |
| 2004 | Sky kapitány és a holnap világa               | Sky Captain and the World of Tomorrow      | Francesca "Franky" Cook      | Kéri Kitty      |
| 2004 | A láz                                         | The Fever                                  | forradalmár (cameo)          | Zsigmond Tamara |
| 2004 | Nagy Sándor, a hódító                         | Alexander                                  | Olümpiasz                    | Tóth Ildikó     |
| 2005 | Mr. és Mrs. Smith                             | Mr. & Mrs. Smith                           | Jane Smith                   | Kéri Kitty      |
| 2006 | Az ügynökség                                  | The Good Shepherd                          | Margaret Russell             | Kéri Kitty      |
| 2007 | Hatalmas szív                                 | A Mighty Heart                             | Mariane Pearl                | Orosz Helga     |
| 2007 | Beowulf – Legendák lovagja                    | Beowulf                                    | Grendel anyja                | Kéri Kitty      |
| 2008 | Kung Fu Panda                                 | Kung Fu Panda                              | Tigris mester (hangja)       | Zsigmond Tamara |
| 2008 | Elcserélt életek                              | Changeling                                 | Christine Collins            | Kéri Kitty      |
| 2008 | Wanted                                        | Wanted                                     | Fox                          | Tóth Enikő      |
| 2010 | Salt ügynök                                   | Salt                                       | Evelyn Salt                  | Kéri Kitty      |
| 2010 | Az utazó                                      | The Tourist                                | Elise Clifford-Ward          | Kéri Kitty      |
| 2011 | Kung Fu Panda 2.                              | Kung Fu Panda 2: The Kaboom of Doom        | Tigris mester (hangja)       | Zsigmond Tamara |
| 2011 | Kung Fu Panda: Legendás mesterek              | Kung Fu Panda: Secrets of the Masters      | Tigris mester (hangja)       | Zsigmond Tamara |
| 2014 | Demóna                                        | Maleficent                                 | Demóna                       | Orosz Helga     |
| 2015 | A tengernél                                   | By the Sea                                 | Vanessa                      | Kéri Kitty      |
| 2016 | Kung Fu Panda 3.                              | Kung Fu Panda 3                            | Tigris mester (hangja)       | Zsigmond Tamara |
| 2019 | Demóna: A sötétség úrnője                     | Maleficent: Mistress of Evil               | Demóna                       | Orosz Helga     |
| 2020 | Jöjj velem                                    | Come Away                                  | Rose                         | Kéri Kitty      |
| 2020 | Ivan, az egyetlen                             | The One and Only Ivan                      | Stella (hangja)              | Orosz Helga     |
| 2021 | Akik az életemre törnek                       | Those Who Wish Me Dead                     | Hannah Faber                 | Kéri Kitty      |
| 2021 | Örökkévalók                                   | Eternals                                   | Théné                        | Lévay Viktória  |
| 2024 | Maria                                         | Maria                                      | Maria Callas                 | Kéri Kitty      |

### Televízió
| Év   | Magyar cím             | Eredeti cím           | Szerep                 | Magyar hang     | Megjegyzések           |
| ---- | ---------------------- | --------------------- | ---------------------- | --------------- | ---------------------- |
| 1997 | Amazonok a vadnyugaton | True Women            | Georgia Lawshe Woods   | Náray Erika     | tévéfilm               |
| 1997 | George Wallace         | George Wallace        | Cornelia Wallace       | Kéri Kitty      | minisorozat            |
| 1998 | Kifutó a semmibe       | Gia                   | Gia Carangi            | Kéri Kitty      | tévéfilm               |
| 2010 | Kung Fu Panda ünnepe   | Kung Fu Panda Holiday | Tigris mester (hangja) | Zsigmond Tamara | televíziós különkiadás |

### Videójátékok
| Év   | Cím                                    | Szerep               | Megjegyzések    |
| ---- | -------------------------------------- | -------------------- | --------------- |
| 2004 | The Flying Legion Air Combat Challenge | Franky Cook százados | archív felvétel |

## Díjak és jelölések

### Díjak
- 2009: Arany Medál-díj - a legjobb színésznő (Elcserélt életek)
- 2009: Arany Medál-díj - az év női alakítása (Elcserélt életek)
- 2009: People’s Choice Awards - a kedvenc akciószínésznő (Wanted)
- 2006: MTV Movie Awards - a legjobb bunyó jelenet (Mr. és Mrs. Smith)
- 2005: People’s Choice Awards - a kedvenc akciószínésznő (Mr. és Mrs. Smith)
- 2005: Teen Choice Awards - Choice Movie Actress: Action/Adventure/Thriller (Sky kapitány és a holnap világa)
- 2005: Teen Choice Awards - Choice Movie Liar (Sky kapitány és a holnap világa)
- 2005: Teen Choice Awards - Choice Movie Rumble (Sky kapitány és a holnap világa)
- 2000: Oscar-díj - a legjobb női mellékszereplő (Észvesztő)
- 2000: Golden Globe-díj - legjobb női mellékszereplő (Észvesztő)
- 2000: Hollywood Film Festival - az év színésznője (Észvesztő)
- 1999: Golden Globe-díj - a legjobb női főszereplő (Kifutó a semmibe)
- 1998: Golden Globe-díj - a legjobb női mellékszereplő (George Wallace)

### Jelölések
- 2024: Golden Globe-jelölés - a legjobb női főszereplő (Maria)
- 2010: Golden Globe-jelölés - a legjobb női főszereplő (Az utazó)
- 2011: Teen Choice Awards - Choice Summer Movie Star: Female (Az utazó)
- 2009: Empire Awards - a legjobb színésznő (Elcserélt életek)
- 2009: People's Choice Awards - a kedvenc filmszínésznő (Wanted)
- 2009: Teen Choice Awards - Choice Movie Actress: Drama (Wanted)
- 2008: National Movie Awards - a legjobb színésznő (Wanted)
- 2008: Empire Awards - a legjobb színésznő (Hatalmas szív)
- 2008: MTV Movie Awards - a legjobb gonosz megformálása (Beowulf – Legendák lovagja)
- 2007: Teen Choice Awards - Choice Movie Actress: Drama (Beowulf – Legendák lovagja)
- 2006: MTV Movie Awards - a legjobb csók jelenetért (Mr. és Mrs. Smith)
- 2006: People's Choice Awards - a kedvenc akciószínésznő (Mr. és Mrs. Smith)
- 2006: People's Choice Awards - a kedvenc filmszínésznő (Mr. és Mrs. Smith)
- 2006: People's Choice Awards - a kedvenc filmpáros (megosztva Brad Pittel) (Mr. és Mrs. Smith)
- 2005: Szaturnusz-díj - a legjobb színésznő (Sky kapitány és a holnap világa)
- 2005: Teen Choice Awards - Choice Movie Chemistry (Sky kapitány és a holnap világa)
- 2005: Teen Choice Awards - Choice Movie Dance Scene (Sky kapitány és a holnap világa)
- 2005: Teen Choice Awards - Choice Movie Liplock (Sky kapitány és a holnap világa)
- 2005: Teen Choice Awards - Choice Movie Scary Scene (Sky kapitány és a holnap világa)
- 2002: Szaturnusz-díj - a legjobb színésznő (Lara Croft: Tomb Raider)
- 2002: MTV Movie Awards - a legjobb színésznő (Lara Croft: Tomb Raider)
- 2002: MTV Movie Awards - a legjobb bunyó jelenet (Lara Croft: Tomb Raider)
- 2002: Kids' Choice Awards - a kedvenc akcióhősnő (Lara Croft: Tomb Raider)
- 2001: Empire Awards - a legjobb színésznő (Észvesztő)
- 2001: Teen Choice Awards - Choice Actress (Lara Croft: Tomb Raider)
- 2000: Teen Choice Awards - Choice Actress (Tolvajtempó)
- 2000: Teen Choice Awards - Choice Hissy Fit (Tolvajtempó)

## Magyarul róla
- Rhona Mercerː Angelina Jolie. Életrajz; ford. Kecskés Eszter; Laurus, Győr, 2008
- Andrew Mortonː Angelina. Rendhagyó életrajz; ford. Marton B. Júlia; Geopen, Bp., 2011